# 约翰·雷德蒙德·弗雷克
第三男爵约翰·雷德蒙·弗雷克爵士（Sir John Redmond Freke）是英国男爵（Baronetage of Great Britain）的男爵，也是爱尔兰下议院的议员。他是第一男爵拉尔夫·弗雷克爵士的小儿子，其妻子伊丽莎白是第一男爵约翰·米德爵士的女儿。